# Somluck Kamsing
Somluck Kamsing (en tailandés: สมรักษ์ คำสิงห์; rtgs: Somrak Khamsing) (Khon Kaen, Tailandia, 16 de enero de 1973) es un deportista olímpico tailandés que compitió en boxeo, en la categoría de peso pluma y que consiguió la medalla de oro en los Juegos Olímpicos de Atlanta 1996, siendo esta la primera medalla de oro olímpica conquistada por un tailandés en unos Juegos Olímpicos.
Fue el abanderado de Tailandia durante los Juegos Olímpicos de Sídney 2000.

## Palmarés internacional
| Juegos Olímpicos | Juegos Olímpicos         | Juegos Olímpicos | Juegos Olímpicos |
| Año              | Lugar                    | Medalla          | Prueba           |
| ---------------- | ------------------------ | ---------------- | ---------------- |
| 1996             | Atlanta (Estados Unidos) | Medalla de oro   | Peso pluma       |